# Chrysler LeBaron
Unter dem Namen Chrysler LeBaron bot der US-amerikanische Automobilhersteller Chrysler zwischen 1977 und 1995 mehrere Modelle an. 1977 präsentierte Chrysler den ersten LeBaron, ein nach amerikanischen Begriffen kompaktes Luxusmodell der Mittelklasse mit Hinterradantrieb. Diesem folgte 1981 ein verkleinerter LeBaron mit Frontantrieb nach. 1986 bis 1995 wurden unter dieser Bezeichnung ein Coupé und ein Cabriolet angeboten, denen von 1989 bis 1995 wieder eine viertürige Limousine zur Seite gestellt wurde. Einige Modellvarianten wurden auch in Europa verkauft.

## Modellbezeichnung
Die Bezeichnung LeBaron geht auf den gleichnamigen amerikanischen Karosseriehersteller zurück, der 1920 gegründet worden war und 1953 nach einer Übernahme durch Chrysler seine Unabhängigkeit verloren hatte. Seit 1957 nutzte Chrysler den Namen für die Spitzenversionen seiner Marke Imperial. 1977 übertrug der Konzern den Namen LeBaron auf die Marke Chrysler, die nach der Einstellung Imperials 1975 die Spitzenposition im Konzerngefüge einnahm. Bei Chrysler wurde LeBaron zu einer Modellbezeichnung für hochwertig ausgestattete Mittelklassefahrzeuge.

## LeBaron (1977–1981)
Im Mai 1977 führte Chrysler als kompaktere Alternative zu den traditionellen Full-Size-Wagen der Marke den LeBaron ein. Das luxuriös ausgestattete Auto war als Antwort des Chrysler-Konzerns auf den Cadillac Seville und den Lincoln Versailles konzipiert.
Mit dem LeBaron begründete Chrysler eine neue Modellfamilie, die unter der Bezeichnung M-Plattform zusammengefasst wurde. Tatsächlich war der LeBaron ebenso wenig eine Neuentwicklung wie es die Konkurrenten von General Motors und Ford waren. Der LeBaron griff weitestgehend auf Chryslers F-Plattform zurück und war damit technisch und äußerlich eng mit dem Dodge Aspen und dem Plymouth Volare verwandt. 
Erhältlich war der LeBaron als Limousine, Coupé und – ab 1978 – auch als Kombi, der die traditionelle Bezeichnung Town & Country erhielt. Bis 1979 basierten alle Karosserieversionen auf dem gleichen Radstand; mit dem Facelift des Jahres 1980 erhielt das LeBaron Coupé allerdings einen um 10 cm verkürzten Radstand.
Als Antrieb diente zunächst ausschließlich ein 5,2 Liter großer Achtzylindermotor; von 1978 bis 1981 war alternativ auch der Slant Six-Reihensechszylinder mit 3,7 Litern Hubraum erhältlich. In den Modelljahren 1978 und 1979 konnte außerdem ein 5,9 Liter großer Achtzylindermotor geliefert werden. 
Stilistisch war der LeBaron weitgehend mit dem Dodge Aspen identisch, hatte aber einen anderen Kühlergrill, ein eigenständiges Arrangement der Leuchteinheiten mit Blinkern, die über den Frontscheinwerfern angeordnet waren, sowie eine modifizierte Heckpartie. 1980 erhielt der LeBaron ein umfassendes Facelift mit einer vollständig neuen Dachlinie. Die C-Säule stand nun deutlich steiler; zudem waren die hinteren Kotflügel des Coupés geradlinig gestaltet.
Als Ausstattungsvarianten gab es das Basismodell, den LeBaron S oder Special als Einstiegsmodell mit reduzierter Ausstattung sowie die Spitzenmodelle LeBaron Salon und LeBaron Medallion. Ein Sondermodell, das nur 1980 angeboten wurde, war der LeBaron Fifth Avenue Edition. Es nahm die Gestaltung der späteren Modelle Chrysler New Yorker bzw. Chrysler Fifth Avenue vorweg. 
Von 1977 bis 1981 entstanden insgesamt 431.616 Exemplare des LeBaron. Die zum Chrysler-Konzern gehörende Marke Dodge bot ab 1977 unter der Bezeichnung Dodge Diplomat eine eigene, geringfügig einfacher ausgestattete Version des LeBaron an. Der Diplomat war preiswerter als der LeBaron, verkaufte sich aber deutlich schlechter. Zudem war auf dem kanadischen Markt auch eine Plymouth-Version mit der Bezeichnung Caravelle erhältlich.

## LeBaron (1981–1988)
Im Spätsommer 1981 wurde ein völlig neues LeBaron-Modell auf Basis der neuen K-Car-Plattform mit Frontantrieb vorgestellt. Parallelmodell war der Dodge 400. 
Als Karosserievarianten wurden eine viertürige Limousine, ein fünftüriger Kombi sowie ein Coupé und ein Cabriolet angeboten. Ferner gab es auf Basis des LeBaron verlängerte Executive-Limousinen. 
Als Antrieb dienten durchgängig Reihenvierzylinder-Motoren, der Chrysler-eigene 2,2-Liter-Motor mit oder ohne Turbolader, später auch in einer 2,5-Liter-Version erhältlich, außerdem einen von Mitsubishi zugelieferten 2,6-Liter-Motor mit Ausgleichswellen. 
Beim Cabriolet handelte es sich seit der Einstellung des offenen Cadillac Eldorado um das erste US-amerikanische Serien-Cabriolet seit Sommer 1976. Vom Cabriolet gab es von 1983 bis 1986 auch eine Town & Country-Edition mit seitlichem "Holz"-Dekor aus Kunststoff, eine Reminiszenz an die Chrysler Town & Country-Modelle der frühen Nachkriegszeit, die noch mit echtem Eschenholz ausgestattet gewesen waren. 
Im Herbst 1985 erhielten alle LeBaron ein leichtes Facelift, in dessen Rahmen die Frontpartie etwas rundlicher gestaltet wurde. 
Der Kombi mit dem Zusatznamen Town & Country war bis 1988 erhältlich, die Limousine fiel bereits 1987 aus dem Angebot. Coupé und Cabrio erhielten bereits 1986 einen Nachfolger.
Insgesamt produzierte Chrysler vom LeBaron der zweiten Generation rund 538.000 Exemplare (davon 260.000 Limousinen, 52.600 Kombis, 120.000 Coupés und 106.000 Cabriolets, 3721 als Town & Country). 
Dieses Modell wurde mit einem digitalen Kombiinstrument mit Fluoreszenzanzeige ausgestattet; als zusätzliche Ausstattung war das Electronic Voice Alert (EVA) lieferbar, das Warnungen des Kombiinstruments ansagte.

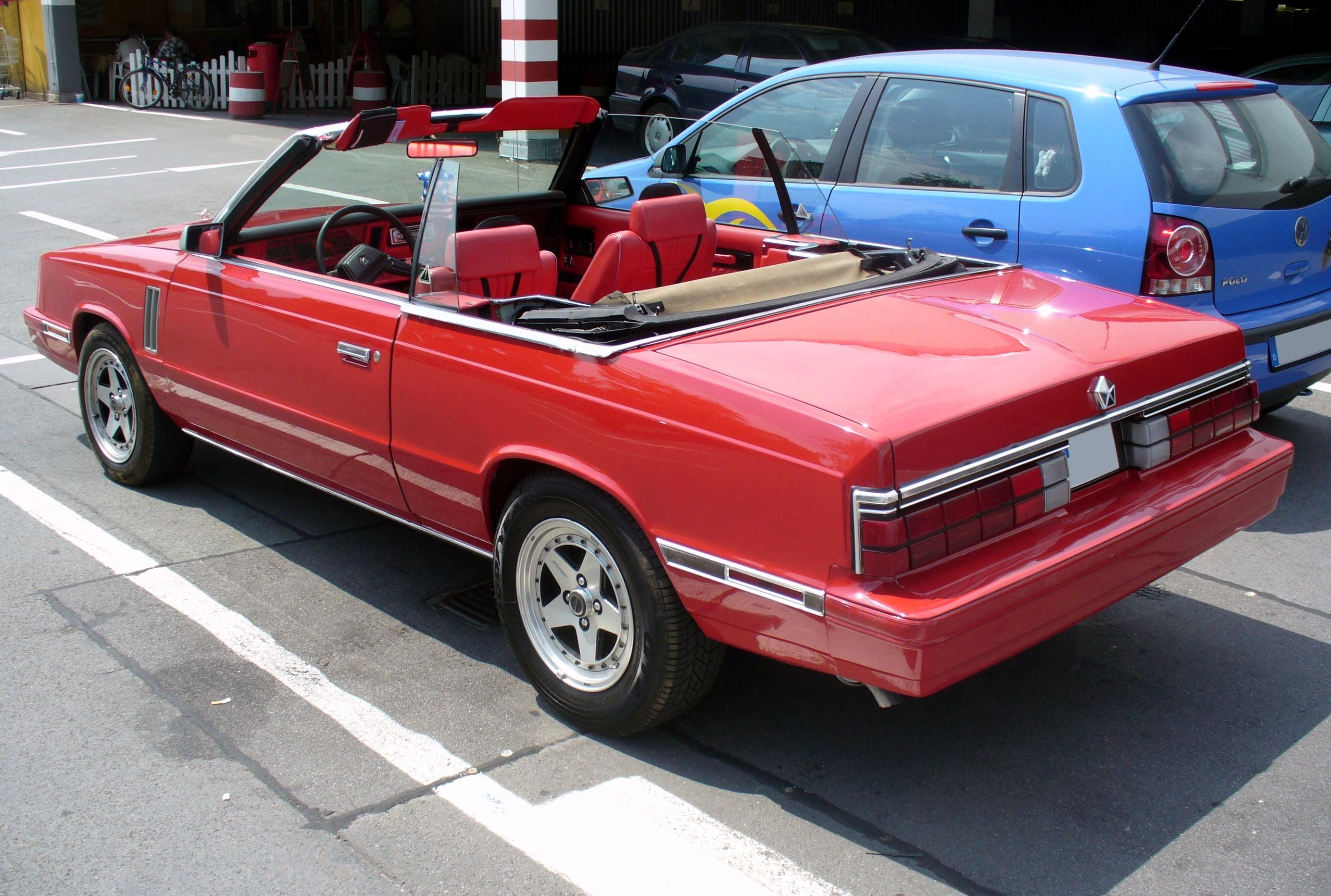
Heck des LeBaron Convertible
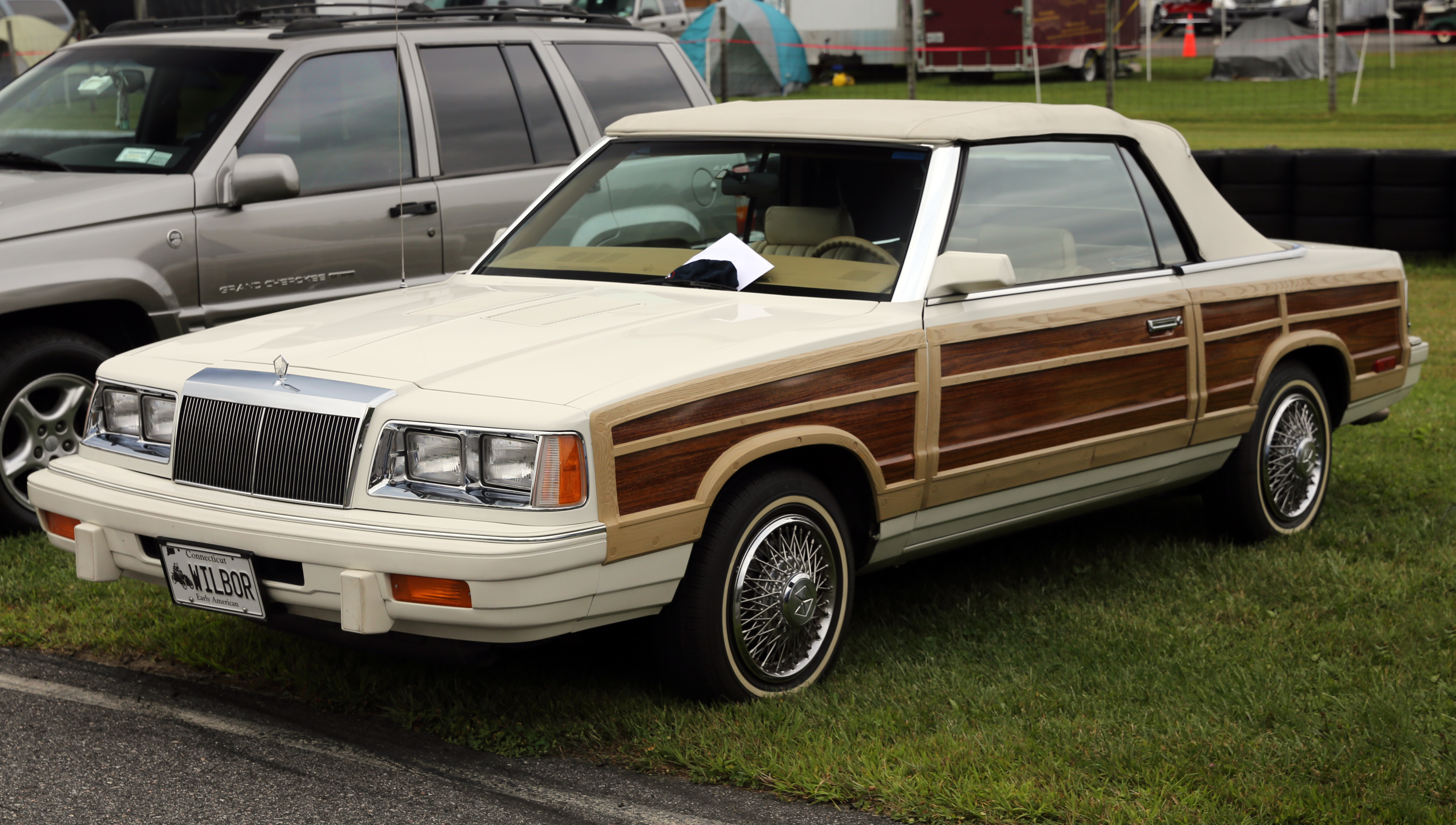
Chrysler LeBaron Town & Country Convertible (1985–1986)
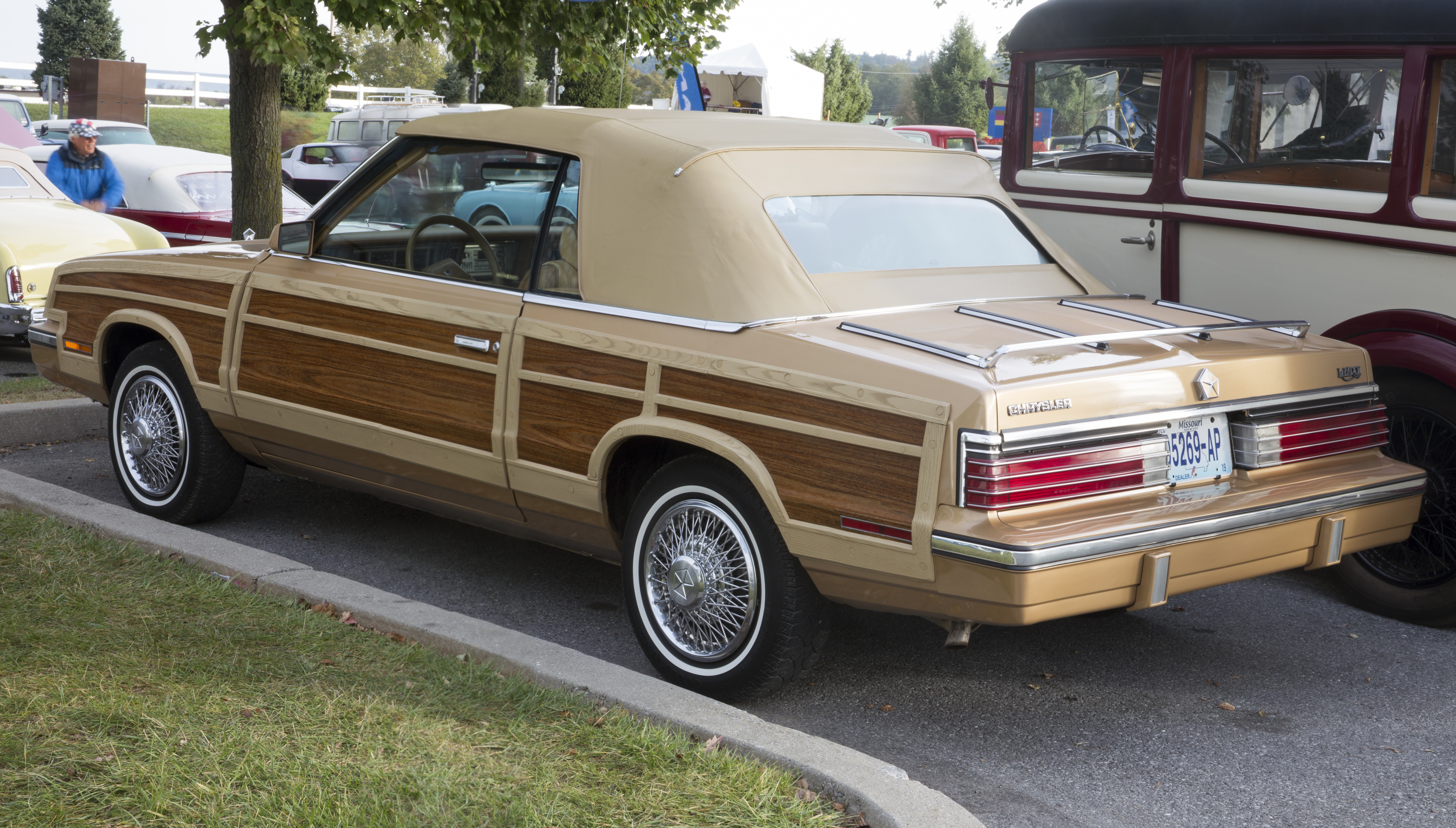
Heckansicht
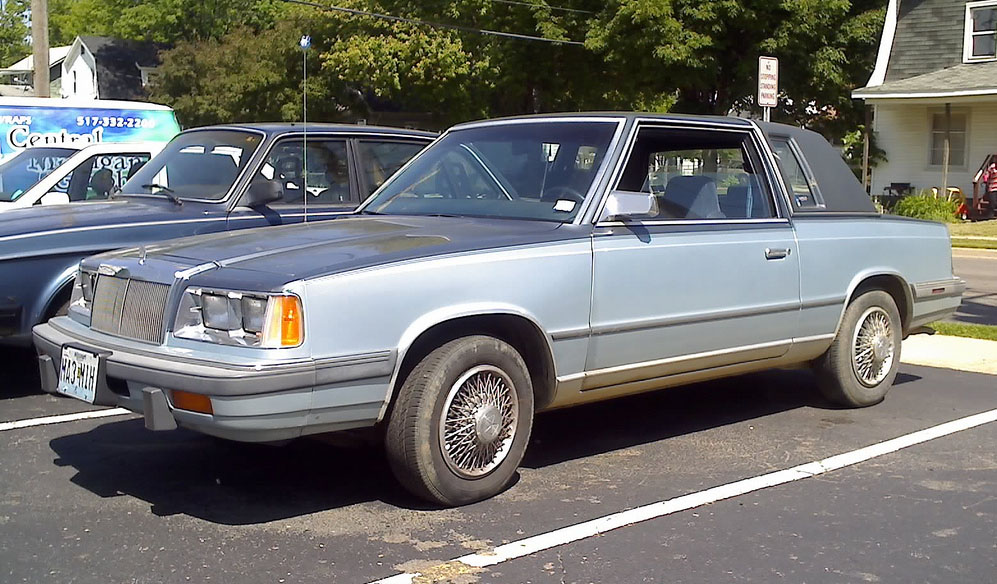
Chrysler LeBaron Coupé (1985–1986)
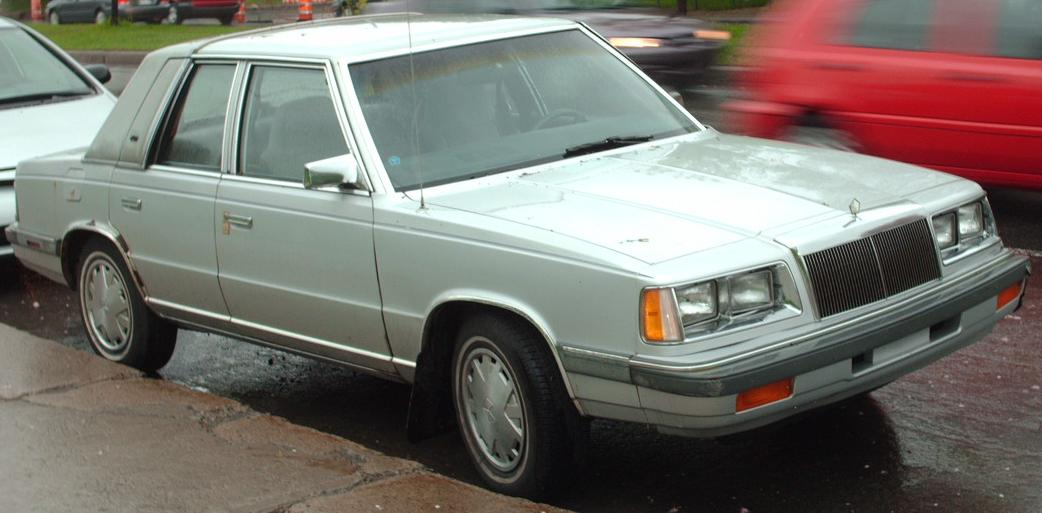
Chrysler LeBaron Sedan (1985–1988)
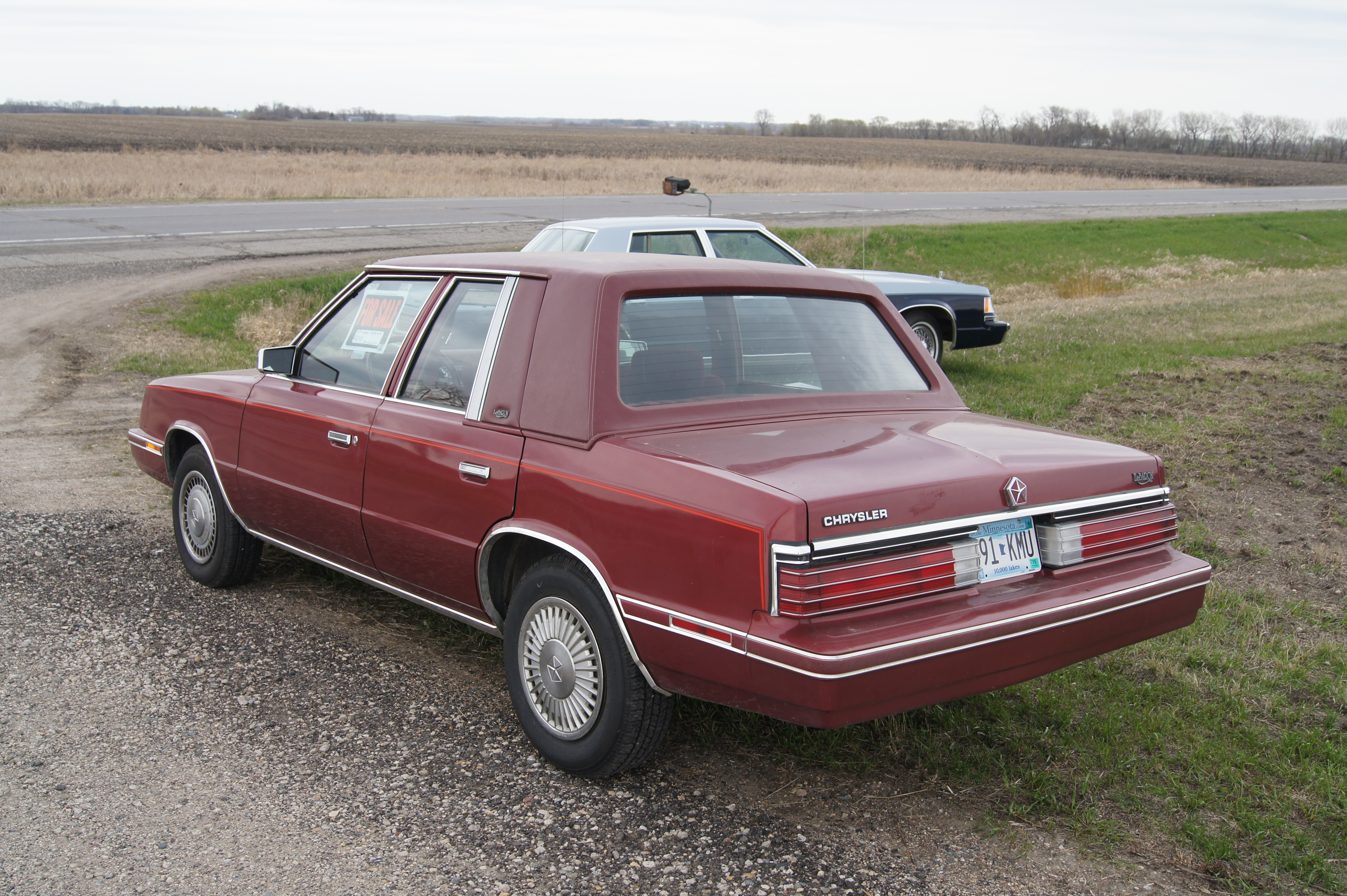
Heckansicht
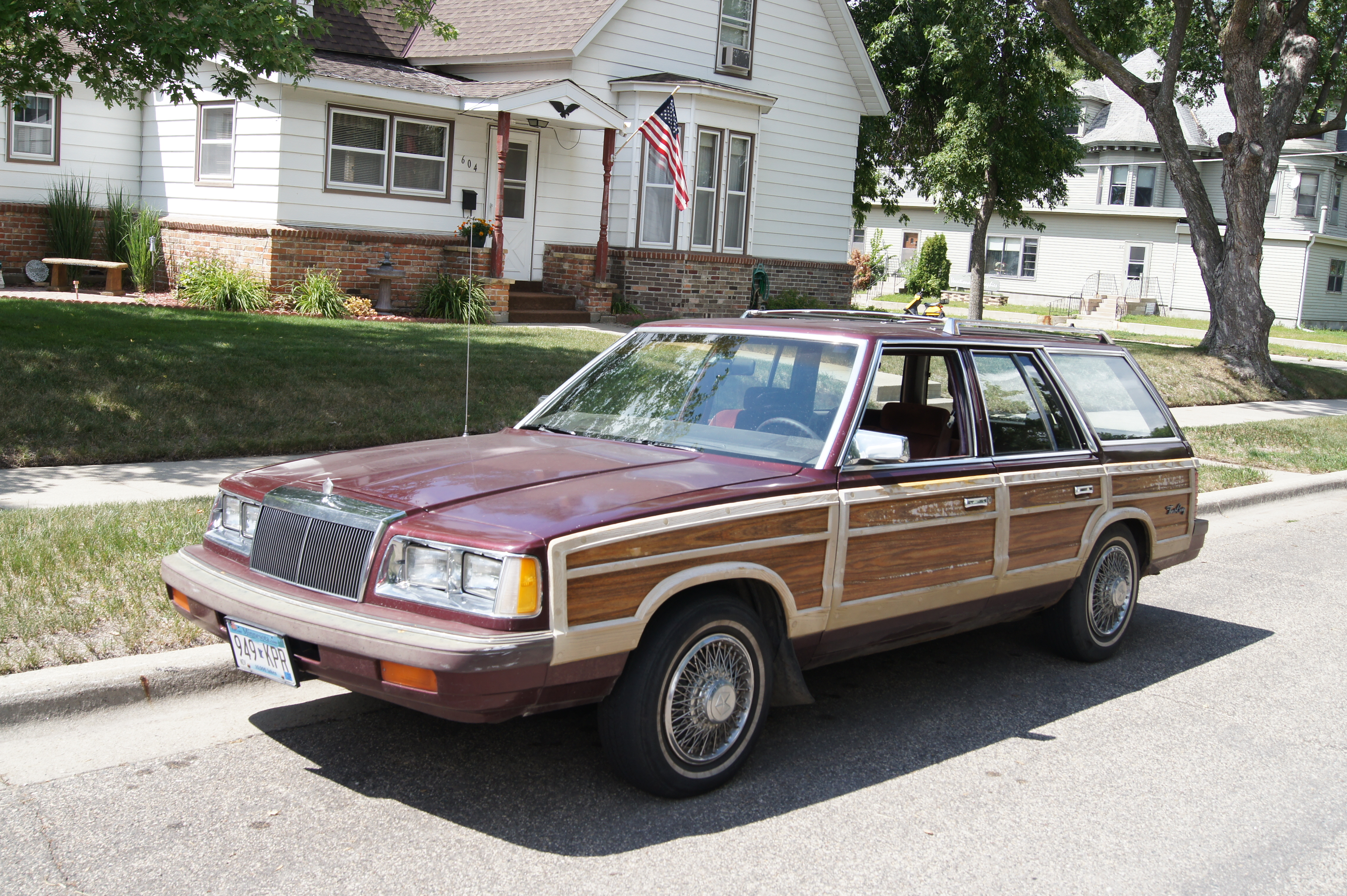
Chrysler LeBaron Town & Country Wagon (1985–1988)
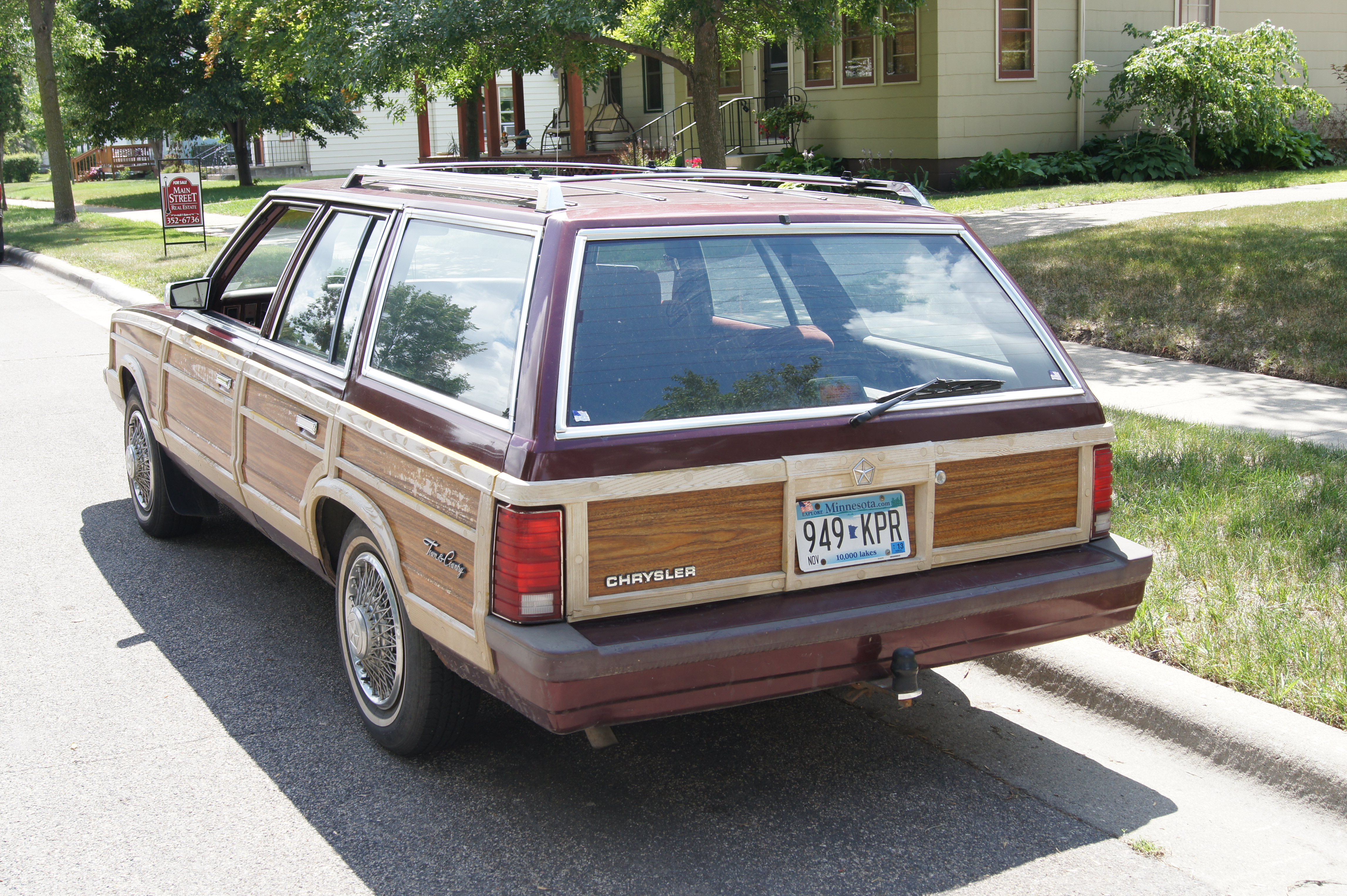
Heckansicht

### Chrysler LeBaron GTS (1984–1989)
Von 1984 bis 1989 gab es zusätzlich den fünftürigen Chrysler LeBaron GTS, der allerdings auf einer verlängerten Plattform der Chrysler K-Cars basierte. Er stellte das Schwestermodell zum Dodge Lancer dar, von dem er sich nur in Details unterschied. In Europa wurde er als Chrysler GTS verkauft.

## LeBaron Coupé / Cabriolet (1986–1995)
1986 lancierte Chrysler eine neue LeBaron-Coupé- und -Cabriolet-Version mit einer moderneren Karosserie mit Klappen vor den Scheinwerfern. 
Auch in dieser Modellgeneration fanden die 2,2- und 2,5-Liter-Vierzylinder von Chrysler Verwendung, ab dem Modelljahr 1990 gab es auf Wunsch auch einen von Mitsubishi zugekauften 3,0-Liter-V6 Motor (Mitsubishi 6G72). Im Modelljahr 1990 erhielten die Modelle ein neues, ergonomisch günstiger gestaltetes Armaturenbrett und 1993 ein Facelift mit exponierten, schmalen Scheinwerfern. 
Ab dem Modelljahr 1989 wurde als Hochleistungsversion der LeBaron GTC angeboten, im Herbst 1993 entfiel das Coupé, und im letzten Modelljahr 1995 war nur noch das GTC Cabriolet im Programm.
Allerdings wurden in den Jahren 1989 bis 1995 unterschiedliche Motorvarianten angeboten: zunächst 1989 der GTC Turbo II. Aus 2,2 Liter Hubraum wurde mittels eines zweistufigen Turboladers 130 kW (177 PS) gewonnen, teilweise von Mitsubishi, teilweise von Garrett produziert. Mit Einstellung des Turbo II wurde der 3,0-V6 von Mitsubishi als GTC angeboten. 
Von dieser Modell-Generation des LeBaron baute Chrysler insgesamt rund 567.000 Exemplare (davon 221.000 Coupés und 346.000 Cabriolets).
Von 1989 bis 1991 gab es den in Zusammenarbeit mit Maserati entwickelten Chrysler TC by Maserati, der dem LeBaron Convertible sehr ähnlich sah. Dieser baute jedoch auf einer verkürzten K-Plattform auf, auf der auch der Dodge Daytona stand. 

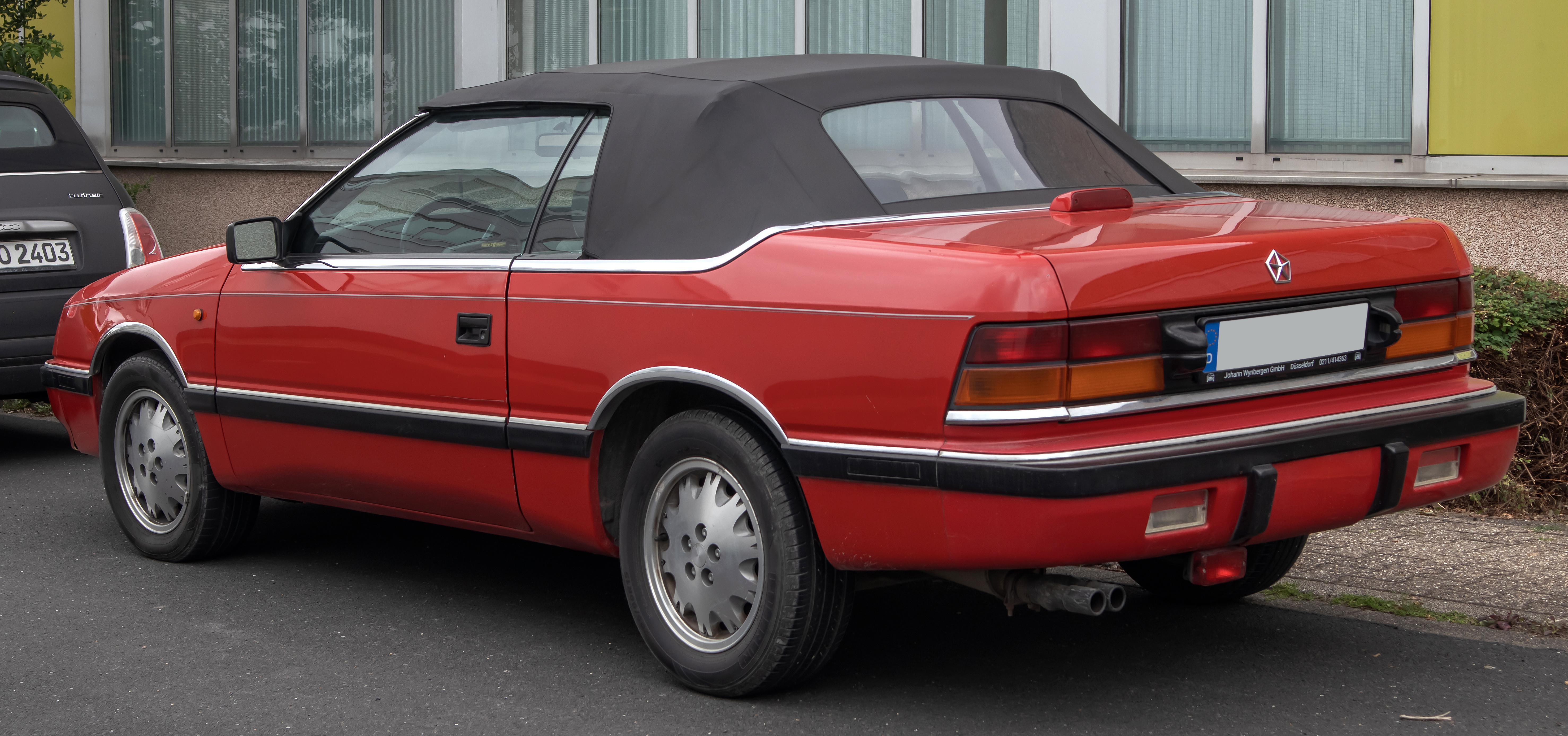
Heckansicht EU-Modell
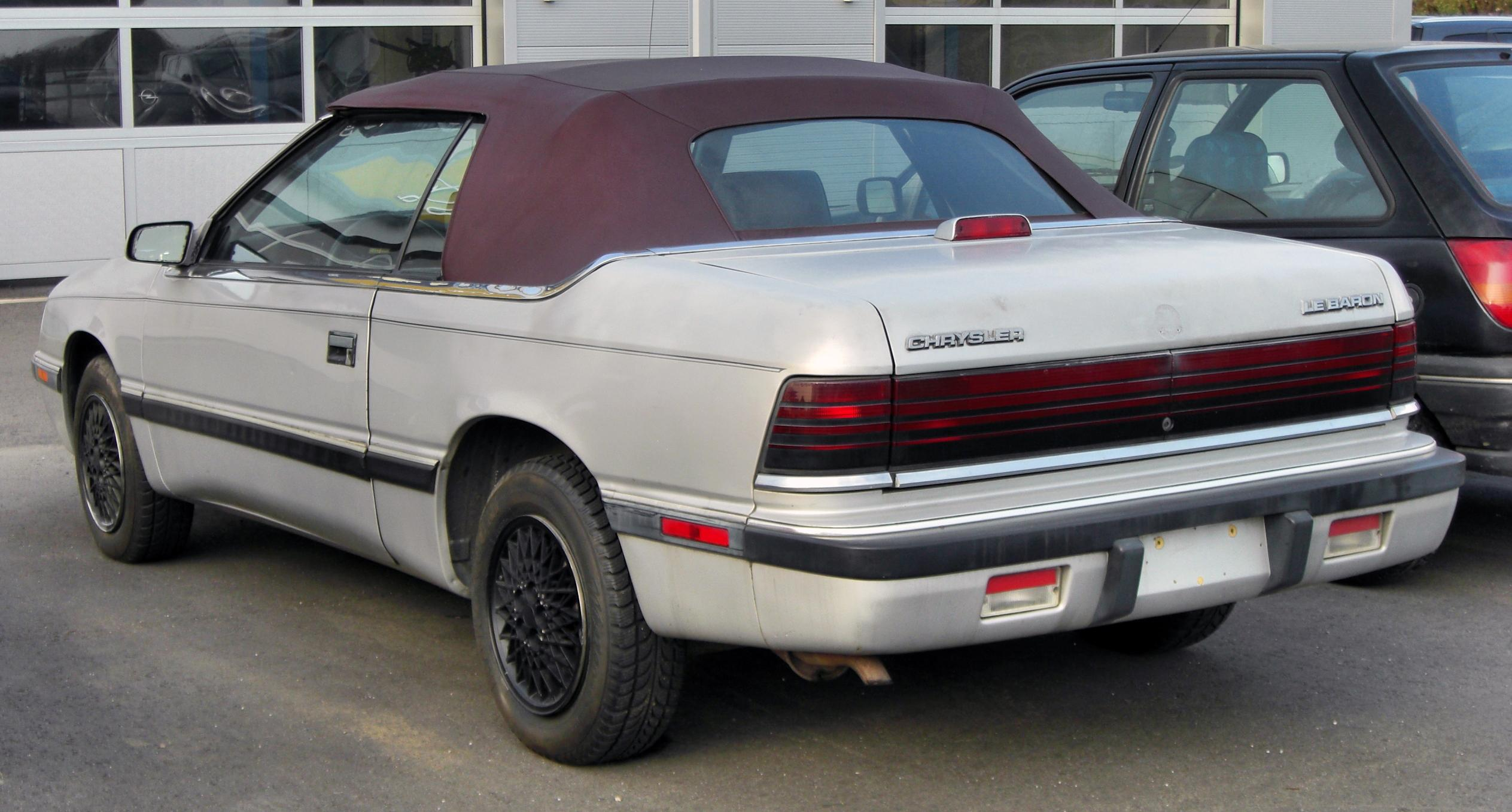
Heckansicht US-Modell
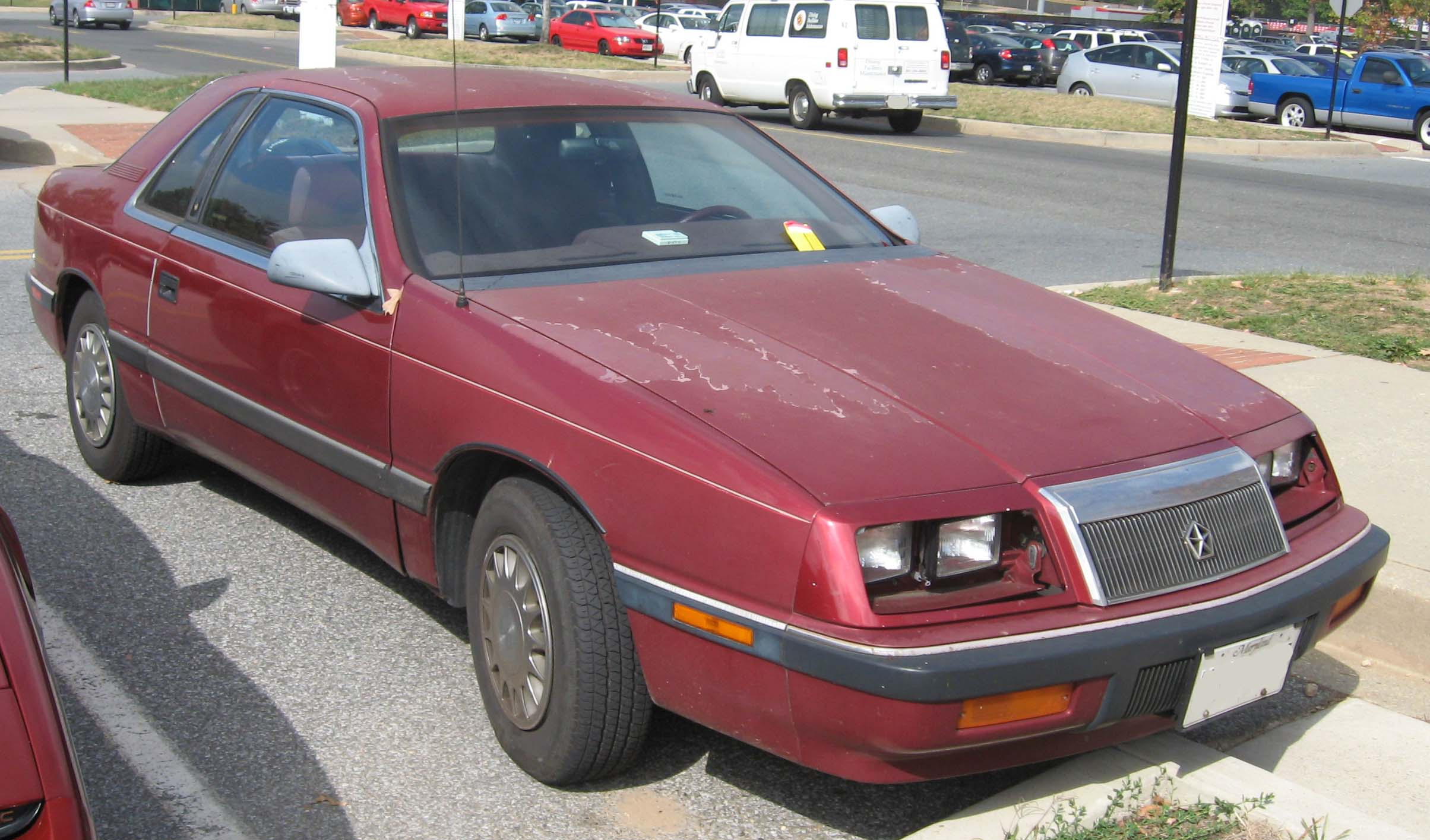
Chrysler LeBaron Coupé (1986–1993)
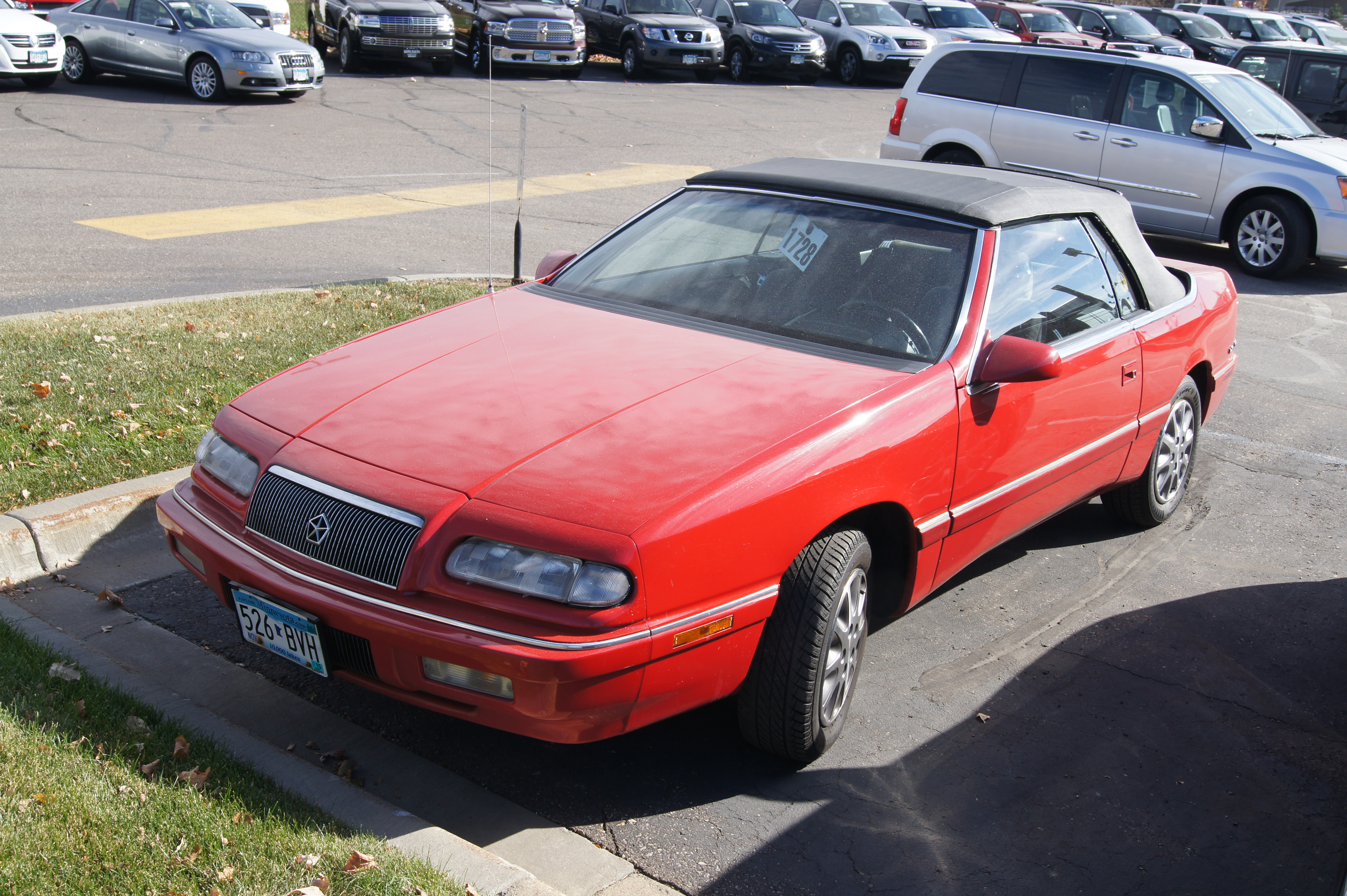
Chrysler LeBaron Convertible (1993–1995)
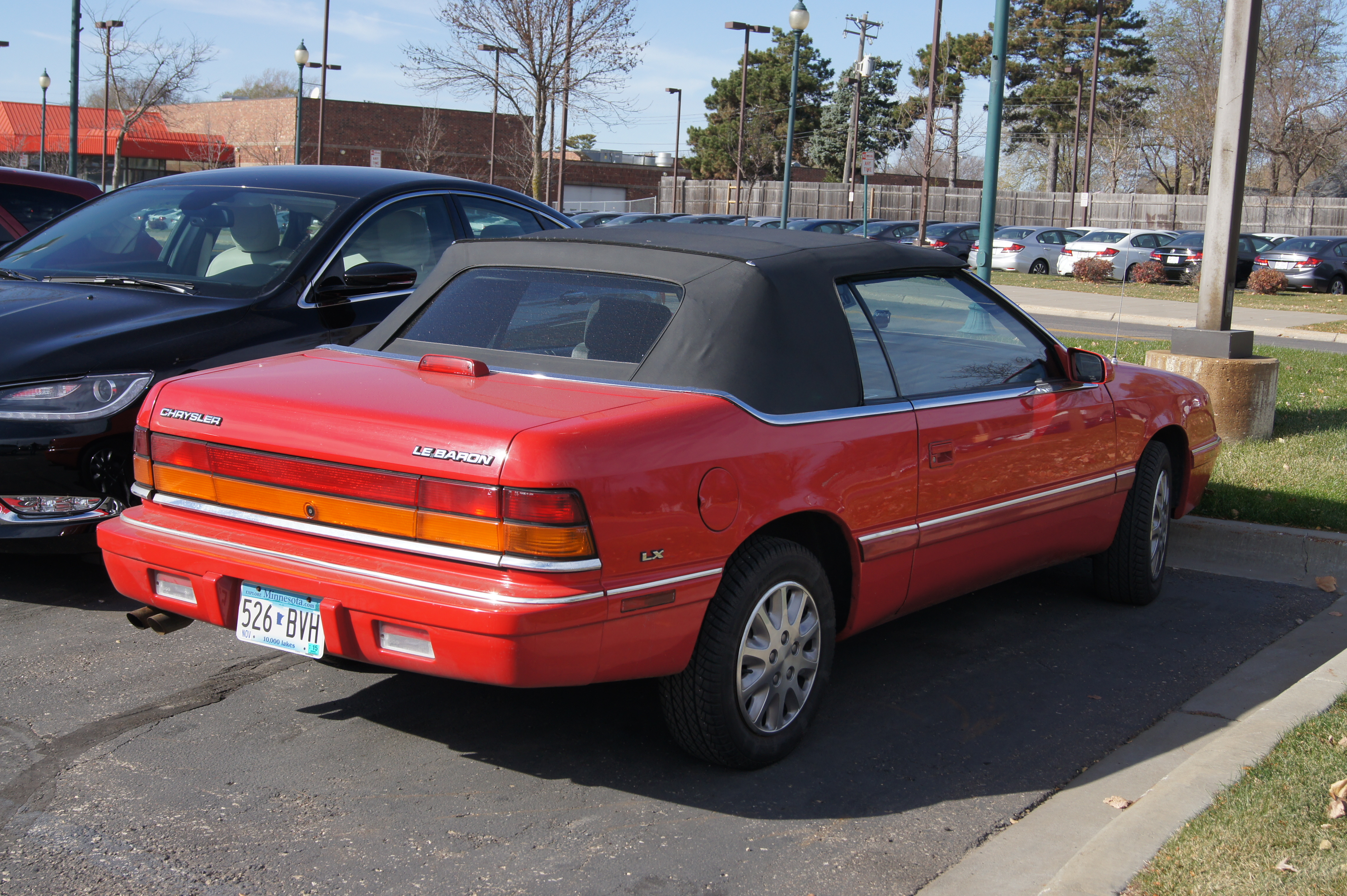
Heckansicht

## LeBaron Limousine/Saratoga (1988–1995)

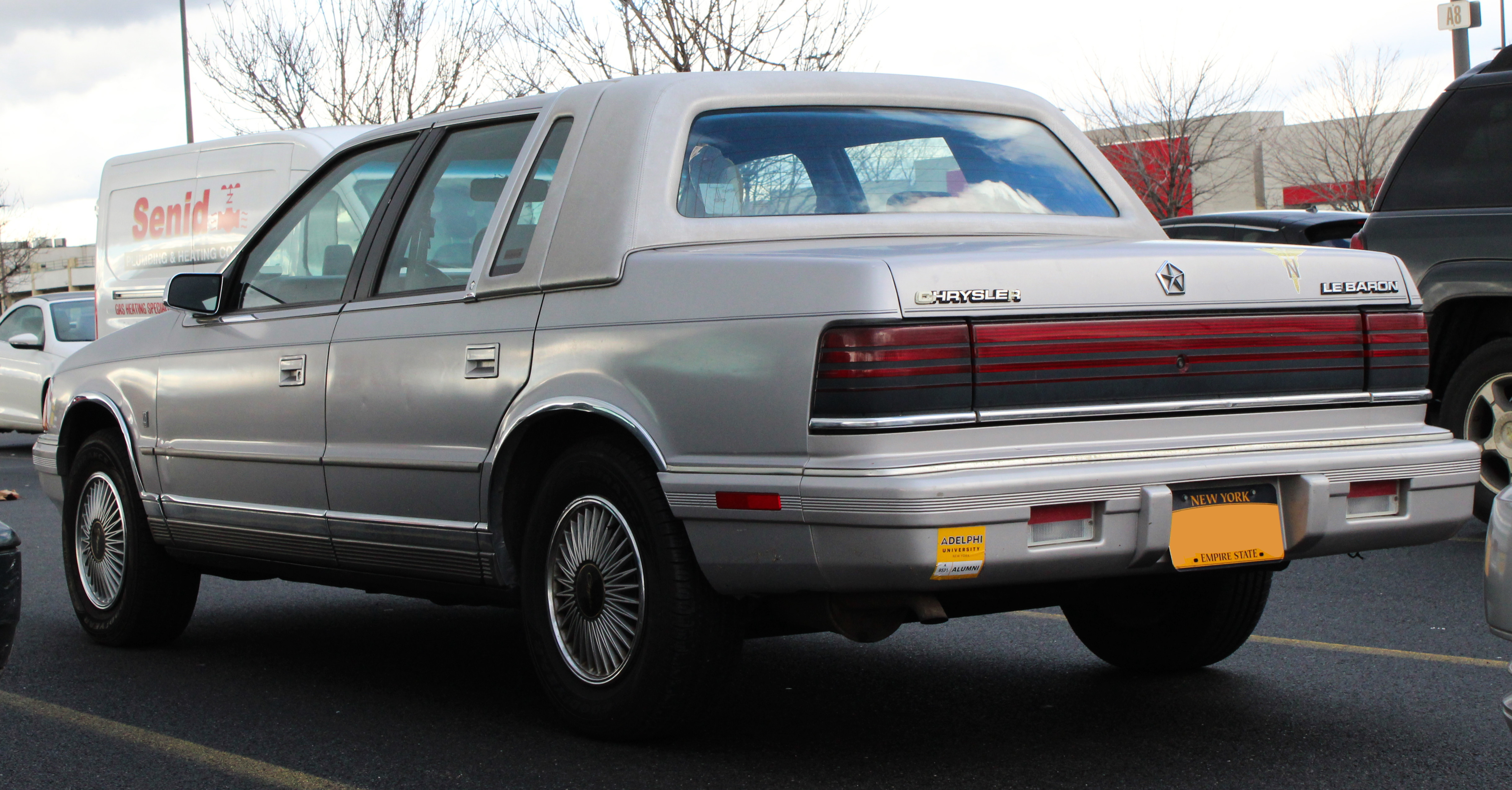
Heckansicht

Zum Modelljahr 1989 kam mit der dritten LeBaron-Generation eine neue Limousine ins Programm, die die bereits 1987 vorgestellten LeBaron-Coupés und -Cabriolets ergänzte. Sie basierte auf der AA-Plattform und war damit technisch und stilistisch weitgehend identisch mit dem Dodge Spirit und dem Plymouth Acclaim. Eine Besonderheit aller drei Versionen war die steil stehende C-Säule, die an zeitgenössische Mittelklassemodelle von General Motors, aber auch von Volvo erinnerte. Der Chrysler LeBaron war – anders als seine Schwestermodelle – in der Landau-Version mit einem vinylüberzogenen hinteren Dachteil erhältlich. Die Limousine war mit einem 2,5-Liter-Reihenvierzylinder in Verbindung mit einer Dreigangautomatik oder mit dem Mitsubishi-Dreiliter-V6 sowie einer Viergangautomatik erhältlich. Innerhalb von viereinhalb Jahren entstanden gut 131.000 Exemplare.
In Deutschland wurde das optisch leicht unterschiedliche Schwestermodell Dodge Spirit unter der Bezeichnung Chrysler Saratoga vertrieben.
Nach der Produktionseinstellung in den USA bemühte sich die chinesische Beijing Jeep Corporation darum, die Fertigungsanlagen von Chrysler zu übernehmen, um den LeBaron für den chinesischen Markt als Konkurrenten zum seinerzeit dort sehr erfolgreichen Audi 100 zu bauen. Das Projekt lief unter dem Codenamen BJ-7. Das Projekt scheiterte, weil die zuständige chinesische Behörde ihre Zustimmung verweigerte.